# کمیته المپیک اروگوئه
کمیته المپیک اروگوئه (اسپانیایی: Comité Olímpico Uruguayo‎) یک سازمان ورزشی است که نماینده کشور اروگوئه در کمیته بین‌المللی المپیک می‌باشد.
این سازمان که در سال ۱۹۲۳ تأسیس شده مسئول آماده‌سازی و اعزام ورزشکاران به بازی‌های المپیک، بازی‌های المپیک جوانان و بازی‌های پان امریکن است.